# Во всём виноват Рио
«Во всём виноват Рио» (англ. Blame It On Rio) — кинофильм режиссёра Стэнли Донена, снятый в 1984 году. Съёмки проходили в Рио-де-Жанейро.

## Сюжет
Мэтью и Виктор — друзья, которые вместе работают на корпорацию, расположенную в Сан-Паулу, и оба они несчастливы в браке.
Отправившись в отпуск в Рио-де-Жанейро, они берут с собой своих юных дочерей. Мэтью влюбляется в Дженнифер, дочь Виктора, а Виктор приходит в бешенство, узнав, что у дочери появился «друг старше её». Мэтью вынужден во всём признаться, после того, как его друг заподозрил невинного человека. Но Виктор злится не так сильно, как предполагалось: оказывается, у него была интрига с Карен, женой Мэтью.
Когда правда выплывает наружу, Дженнифер пытается покончить жизнь самоубийством, но остаётся жива, и в конце концов идёт на свидание с мальчиком своего возраста. Мэтью и Карен собираются наладить отношения, а Виктор второй раз женится на своей жене, с которой давно не жил вместе.

## В ролях
- Майкл Кейн — Мэтью Холлинс
- Джозеф Болонья — Виктор Лайонс
- Валери Харпер — Карен Холлинс
- Мишель Джонсон — Дженнифер Лайонс
- Деми Мур — Николь «Никки» Холлинс
- Жозе Левгой — Эдуардо Маркес
- Ана Лусия Лима

## Критика
На агрегаторе рецензий Rotten Tomatoes рейтинг одобрения составляет 8 % на основе отзывов 25 критиков со средним рейтингом 3,4 из 10.
Роджер Эберт поставила фильму 1 звезду из 4 возможных, написав: «Действительно тревожно видеть, как небрежно в этом фильме показана серьёзная ситуация».
Винсент Кэнби из The New York Times заявил: «В фильме нет ни одного смешного момента. Однако он не просто лишён юмора; похоже на то, что все, кто был связан с фильмом, ненавидели его и всех участников съёмок».

## Награды и номинации
В 1985 году актриса Мишель Джонсон была номинирована за роль в этом фильме на премию «Золотая малина» как «Худшая новая звезда года».